# Carinthiaphyllum
Genre
Espèces de rang inférieur
- †Carinthiaphyllum bayanbulagense
- †Carinthiaphyllum carnicum Heritsch
- †Carinthiaphyllum elegans Wu et Chao[2], 1979
- †Carinthiaphyllum eostrotionideum
- †Carinthiaphyllum grandis
- †Carinthiaphyllum kahleri
- †Carinthiaphyllum subdendroidea
- †Carinthiaphyllum suessi

Carinthiaphyllum est un genre éteint de coraux de la famille éteinte des Geyerophyllidae, de l'ordre éteint des Stauriida et de la sous-classe éteinte des Rugosa. Ce groupe fut abondant dans les mers du Carbonifère au Permien.
Le nom de genre provient du Land de Carinthie en Autriche.